# KH-7 19
KH-7 19 – amerykański satelita rozpoznawczy; dziewiętnasty statek serii KeyHole-7 GAMBIT programu CORONA. Jego zadaniem było wykonywanie wywiadowczych zdjęć Ziemi o rozdzielczości przy gruncie około 46 cm.

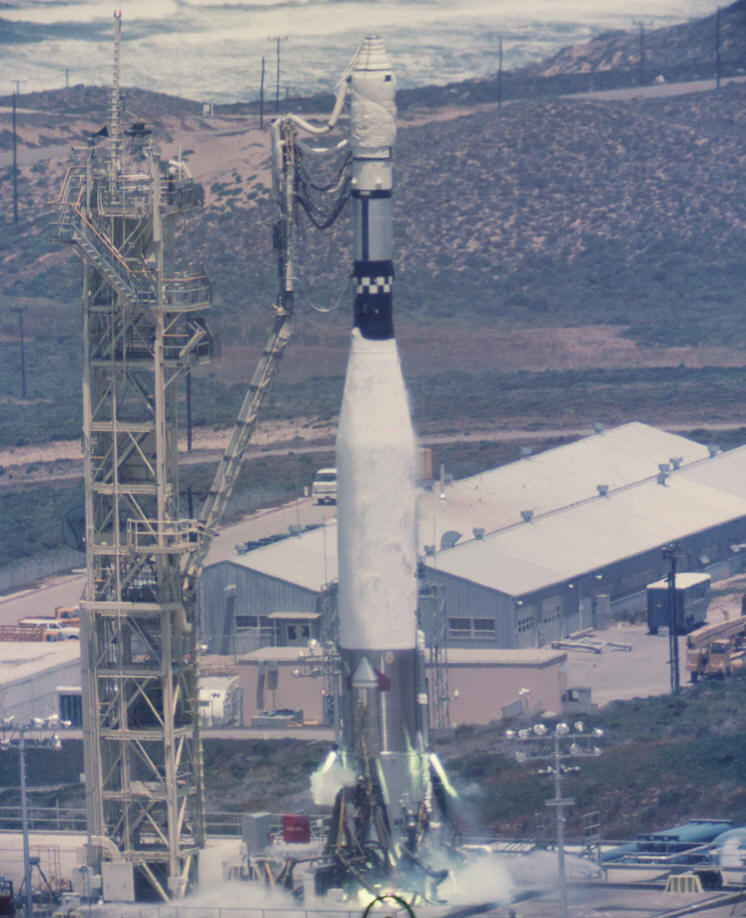
Start rakiety Atlas SLV-3 Agena D z satelitami Hitchhiker 9 i KH-7 19, 25 czerwca 1965.